# The Hives
The Hives é uma banda sueca de punk de garagem formada em 1994 por cinco adolescentes da cidade industrial de Fagersta.

## História
Formada em 1993, cada integrante colabora com uma letra para a composição do repertório. Um ano mais tarde, conduzido pelo suposto produtor Randy Fitzsimmons, começaram a aparecer em vários lugares públicos em torno de sua cidade natal. A resposta foi uma confusão, que passou do excitamento a contemplação. No ano 1995 a banda ficou conhecida em quase toda a Suécia.
Em 1996 lançam o EP Oh Lord! When? How?, que apresenta a banda para o mundo. Em 1997 lançam o álbum Barely Legal.
Em 1998 o EP A.K.A. I-D-I-O-T é lançado e contém quatro novas canções. Mais tarde nesse ano, The Hives perde o contato com o produtor Fitzsimmons e nada de novo acontece por um tempo. 
No ano de 2000 lançam o CD Veni Vidi Vicious e a história da banda nunca mais seria a mesma. A consequência imediata para os Hives são dois anos diretos viajando e excursionando pelo mundo.
Depois de Barely Legal e Veni Vidi Vicious, os Hives voltam, com o álbum Tyrannosaurus Hives de 2004. Em 2007 lançam seu quarto álbum de estúdio, The Black and White Album.
Em 2012, eles lançam seu novo álbum, Lex Hives, lançado através de seu próprio selo, Disque Hives.

## Randy Fitzsimmons

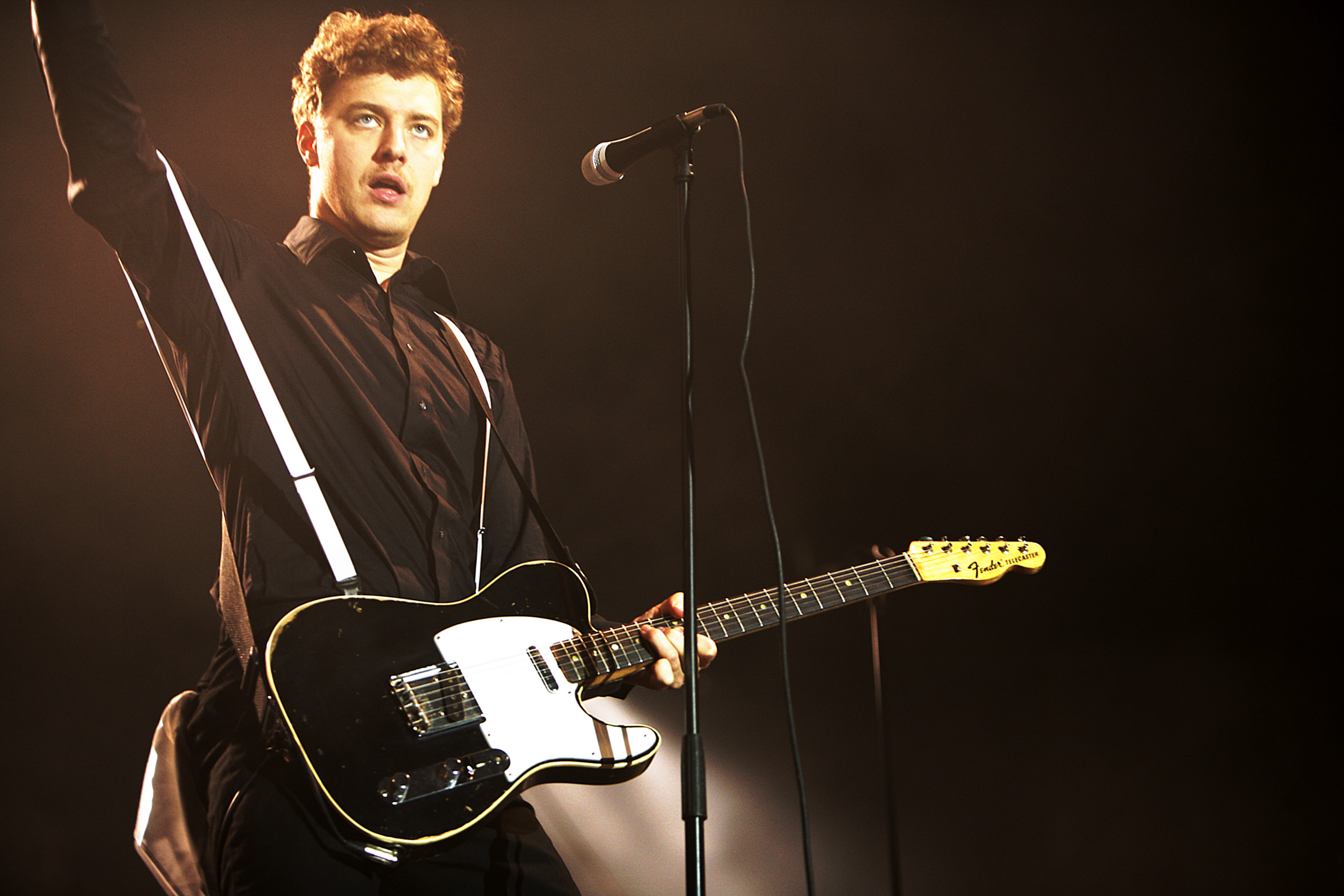
The Hives at the Eurockéennes of 2007

Randy Fitzsimmons é o suposto empresário e compositor de The Hives, que nunca foi visto em público. É dito que foi ele quem juntou os cinco membros do grupo em 1993 mandando uma carta para cada um. Todas as músicas da banda são creditadas a ele.
Foi revelado pela revista NME que Randy Fitzsimmons é um pseudônimo registrado pertencente ao guitarrista Nicholaus Arson, irmão do vocalista. Esta é mais uma evidência que faz acreditar que Fitzsimmons não passa de um mito. Mas a banda nega e insiste na existência do compositor.
Na contra-capa do álbum Tyrannosaurus Hives, aparecem doze pernas, que seriam dos cinco integrantes mais Fitzsimmons.

## Integrantes
- Howlin' Pelle Almqvist (Per Almqvist) - vocais
- Nicholaus Arson (Niklas Almqvist) - guitarra
- Vigilante Carlstroem (Mikael Karlsson Åström) - guitarra
- Dr. Matt Destruction (Mattias Bernvall) - baixo
- Chris Dangerous (Christian Grahn) - bateria

## Discografia

### Álbuns de estúdio
- Barely Legal (1997)
- Veni Vidi Vicious (2000)
- Tyrannosaurus Hives (2004)
- The Black and White Album (2007)
- Lex Hives (2012)
- The Death of Randy Fitzsimmons (2023)
- The Hives Forever Forever the Hives (2025)

### Compilações
- Your New Favourite Band (2001)

### EPS
- Oh Lord! When? How? (1996)
- A.K.A. I-D-I-O-T (1998)
- A Killer Among Us (1998)